# Lee Hye-in
Lee Hye-in (kor. 이혜인, ur. 16 stycznia 1995 w Ulsan) – koreańska szpadzistka, srebrna medalistka olimpijska i trzykrotna medalistka mistrzostw świata.
Podczas igrzysk olimpijskich w Tokio wspólnie z Choi In-jeong, Song Se-ra i Kang Young-mi zdobyła drużynowo srebrny medal. W zawodach indywidualnych nie wystartowała.
Podczas mistrzostw świata w Kairze w 2022 roku Koreanki z Lee w składzie wywalczyły drużynowo złoty medal. W tej samej konkurencji zdobyła również srebrny medal na mistrzostwach świata w Wuxi w 2018 roku i brązowy na mistrzostwach świata w Mediolanie w 2023 roku. 
Drużynowo wywalczyła także srebrny medal podczas igrzysk azjatyckich w Dżakarcie w 2018 roku oraz złoty na igrzyskach azjatyckich w Hangzhou (2022).
Ponadto zdobyła brązowe medale drużynowo i indywidualnie na mistrzostwach Azji w Bangkoku (2019) oraz złoty drużynowo podczas mistrzostw Azji w Tokio (2019).